# Folkebibliotek
 Denne artikel omhandler overvejende eller alene danske forhold. Hjælp gerne med at gøre artiklen mere almen.
Artiklerne under "andre sprog" handler ikke om danske folkebiblioteker som denne kun gør
Se fx den norske eller engelske for en mere almen tilgang.
Denne artikel kunne også flyttes til Folkebiblioteksvæsenet i Danmark eller lignende titel der ville svare bedre til indholdet.
Et folkebibliotek er en type af bibliotek der har til formål at fremme oplysning, uddannelse og kulturel aktivitet ved at stille bøger, tidsskrifter, lydbøger og andre egnede materialer til rådighed såsom musikbærende materialer og elektroniske informationsressourcer, herunder Internet og multimedier (som citeret fra lov om biblioteksvirksomhed).
Det er gratis at låne materialer fra et folkebibliotek samt at benytte dets faciliteter, herunder læsesal, adgang til Internet samt ordninger, hvor materialer fremskaffes fra andre biblioteker (interurbanlån).
Hver dansk kommune har et bibliotek, somme tider benævnt som stadsbibliotek eller hovedbibliotek. Der kan være flere mindre afdelingsbiblioteker knyttet til hovedbiblioteket i kommunen. Desuden er det normalt at have et børnebibliotek knyttet til folkebiblioteket, og enkelte har oprettet et musikbibliotek. I visse områder betjenes borgerne desuden af en bogbus.
Hertil kommer centralbiblioteker, der virker som overcentral for folkebibliotekerne ved at søge at fremskaffe materiale, i det omfang folkebibliotekerne ikke selv råder over materialet.
Endnu videre ude i horisonten anes forskningsbiblioteker og nationalbiblioteker samt både offentlige og private samarbejdsorganisationer – alt sammen med det formål at skaffe lige adgang til information for borgerne.
I 2015 viste en analyse, at folkebibliotekerne i Danmark årligt øgede landets bruttonationalprodukt med omkring to mia. DKK, særligt som følge af øgede læsefærdigheder hos børn.

## Historie

### 1882-1899
Folkebibliotekerne kom første gang på finansloven i 1882-1883, hvor der blev afsat 3.000 kr. "til Understøttelse af Sogne- og Folkebibliotheker" og året efter blev beløbet 6.000 kr. I praksis blev denne støtte fordelt af Komiteen for Uddeling af Boggaver, der 1876-1881 årligt uddelte 3.000 kr. fra Den Raben-Levetzauske Fond. Komiteen bestod 1876-1898 af professor Edvard Holm, Albert Andresen og Frederik Winkel-Horn.
På landet fandtes der omkring 1885 sognebogsamlinger i 1.068 af landets 1.697 sogne. Som oftest var de baseret på medlemskab, således at medlemmerne betalte et årligt kontingent for at kunne benytte samlingerne. Kun 318 af bogsamlingerne var kommunalt ejet, mens der ydedes kommunalt tilskud til yderligere 165 samlinger. Udviklingen i købstæderne kan følges i følgende oversigt:
| Købstad                                                             | Indbygger- tal | Opret- tet | Årligt budget i kr. | Antal timer åbent om året | Antal bind | Betaling om måneden i kr. | Udlånte bind |
| ------------------------------------------------------------------- | -------------- | ---------- | ------------------- | ------------------------- | ---------- | ------------------------- | ------------ |
| Ebeltoft                                                            | 2.166          | 1868       | 200                 | 96                        | 900        | 0,10                      | 3.260        |
| Esbjerg                                                             | 12.523         | 1898       | 850                 | 160                       | 1.000      | 0,15                      | 7.000        |
| Frederikssund                                                       | 1.828 (1890)   | 1900       | –                   | 204                       | 800        | 0,10                      | –            |
| Grenå                                                               | 2.933 (1890)   | 1875       | 300                 | 70                        | 1.500      | ingen                     | 2.750        |
| Helsingør                                                           | 12.591         | 1880       | 300                 | 168                       | 1.363      | 0,10                      | 4.718        |
| Hillerød                                                            | 4.251          | 1896       | 600                 | 60                        | 1.450      | 0,10                      | 4.500        |
| Holbæk                                                              | 4.509          | 1885       | –                   | 32                        | 720        | ingen                     | 839          |
| Horsens                                                             | 20.858         | 1894       | 600                 | 100                       | 1.600      | 0,10                      | 7.500        |
| Kerteminde                                                          | 2.471 (1890)   | 1897       | 450                 | 132                       | 805        | ingen                     | 3.620        |
| Kolding                                                             | 11.507         | 1880       | 300                 | 90                        | 2.700      | ingen                     | 7.050        |
| Korsør                                                              | 5.745          | 1896       | 300                 | 60                        | 801        | 1,50 (årligt)             | 3.336        |
| Køge                                                                | 3.282 (1890)   | 1899       | –                   | 80                        | 800        | 0,20                      | –            |
| Mariager                                                            | 761 (1890)     | 1885       | 150                 | 72                        | 1.317      | ingen                     | 2.500        |
| Middelfart                                                          | 3.078 (1890)   | 1889       | 375                 | 288                       | 578        | 2 (årligt)                | 3.135        |
| Nykøbing Sjælland                                                   | 1.703 (1890)   | 1873       | 100                 | 48                        | 991        | 0,50 (årligt)             | 2.279        |
| Randers                                                             | 19.619         | 1862       | 450                 | 240                       | 2.360      | ingen                     | 15.000       |
| Ribe                                                                | 4.135 (1890)   | 1898       | 900                 | 170                       | 1.730      | 1 (årligt)                | 4.920        |
| Ringsted                                                            | 3.133          | 1889       | 1.100               | –                         | –          | 1-3 (årligt)              | –            |
| Silkeborg                                                           | 6.916          | 1900       | –                   | 160                       | 1.200      | 0,20                      | –            |
| Slagelse                                                            | 8.672          | 1898       | 860                 | 144                       | 1.171      | 0,50 (årligt)             | 5.303        |
| Sorø                                                                | 1.894 (1890)   | 1853       | 200                 | 96                        | 2.500      | 0,10                      | 5.000        |
| Svendborg                                                           | 11.108         | 1889       | 300                 | 42                        | 1.300      | 0,50 (årligt)             | 2.000        |
| Varde                                                               | 4.632          | 1897       | 2.000               | 132                       | 2.600      | 1 (årligt)                | 8.000        |
| Vejle                                                               | 14.189         | 1895       | 600                 | 80                        | 995        | 0,10                      | 5.038        |
| Ålborg                                                              | 30.123         | 1895       | 1.100               | 90                        | 3.000      | ingen                     | 18.167       |
| Århus                                                               | 47.580         | 1869       | 700                 | 160                       | 3.956      | ingen                     | 11.000       |
| Kilde: Steenberg: Folkebogsamlinger, Århus og København 1900, s. 60 |                |            |                     |                           |            |                           |              |

I København var der 1873 af Brodersamfundet blevet oprettet et folkebibliotek i Krokodillegade i Nyboder og 1874 et par mindre folkebogsamlinger på Vesterbro og Christianshavn. I 1885 åbnedes der seks kommunale folkebogsamlinger, der tilsammen udgjorde Københavns Kommunes Folkebiblioteker. Budgettet for disse seks folkebogsamlinger var frem til 1898 16.000 kr. om året og den øverste leder var rådstuearkivar Oluf Nielsen. Allerede det første år blev der udlånt 162.000 bind og i 1890'erne voksede udlånet til knap 300.000 bind.
Den statslige støtte til bibliotekerne voksede i slutningen af 1800-tallet, hvor der i finansloven for 1890-1891 blev afsat 10.000 kr. og 1897-1898 14.000 kr.
Andreas Schack Steenberg må siges at have noget af æren for tilblivelsen af de danske folkebiblioteker. Steenbergs engagement i folkebibliotekssagen blev indledt med artiklen "Offentlige Bibliotheker udenfor Kjøbenhavn" i Berlingske Tidende 25. november 1892 (aftenudgaven). Her præsenterede han en ambitiøs plan om et system af lokalbiblioteker, bygget på grundlag af latinskolernes biblioteker og stiftsbibliotekerne. Året efter, da Steenberg læste østrigeren Edward Reyers Volksbibliotheken, fandt han stor inspiration fra biblioteksvæsenerne i USA og England og studerede dem ivrigt i de kommende år sideløbende med en stor foredragsvirksomhed – suppleret med talrige artikler – om folkebogsamlinger.
Da de statslige tilskud for 1897-1898 voksede blev Steenberg knyttet til Komiteen for Uddeling af Boggaver med ansvar for fordelingen til folkebibliotekerne i købstæderne. Da komiteen i april 1899 blev afløst af Statens Komité til Understøttelse af Folkebogsamlinger kom den nye komite til at bestå af Steenberg og kontorchef i Kultusministeriet A.P. Weis.

### 1900-1919
I 1900 udkom Steenbergs Folkebogsamlinger. Deres Historie og Indretning, der gav et overblik over folkebiblioteker i Danmark og udlandet, men også var en reel håndbog i biblioksvæsen. Steenberg søgte dog til stadighed at lære mere, og 1902 fik han orlov og støtte, så han kunne tage på en studierejse til USA. Og i 1907 fik han datteren Jeanette sendt på studieophold i USA, hvor hun de næste to år blev den første danske studerende ved en amerikansk biblioteksskole.
Efter århundredeskiftet kom der folkebiblioteker i en række købstæder: Fredericia (1900), Bogense (1900), Hørring (1900), Roskilde (1901), Ringkøbing (1901), Kalundborg (1901), Løgstør (1901), Skanderborg (1901), Vordingborg (1901), Lemvig (1902), Nyborg (1902), Skælskør (1902), Holstebro (1903), Struer (1903), Herning (1903), Viborg (1903), Hobro (1904, Rudkøbing (1904), Sakskøbing (1907), Nexø (1907), Fåborg (1907) og Stubbekøbing (1908).
25. november 1905 blev foreningen Danmarks Folkebogsamlinger stiftet på et møde i Fredericia, der var kommet i stand på initiativ af lærer Jens Bjerre og Steenberg. Oprindelig meldte kun 205 bogsamlinger sig ind, men i 1907 nåede man op på 400 og 1909 knap 600. Medvirkende var sikkert, at bogsamlinger i foreningen fra 1906 kunne få 25% i rabat hos Boghandlerforeningen, hvis bestillingerne blev stemplet af foreningen. I det første 1½ år kom det til at dreje sig om ca. 14.000 bøger, ifølge foreningens første formand, Jens Bjerre. Fra maj 1906 udgav foreningen Bogsamlingsbladet.
I København blev overbibliotekaren ved Det Kongelige Bibliotek, H.O. Lange, i december 1907 medlem af bestyrelsen for Københavns Kommunes Folkebiblioteker. Lange var i lighed med Steenberg ikke bange for at lægge ambitiøse planer frem. I artiklen "Vore biblioteksforhold" i Tilskueren 1908, s. 84-92, foreslog han, at Københavns Kommune skulle øge deres årlige tilskud, der i 1905-1906 lå på 24.000 kr., til 50-60.000 kr. og oprette et centralbibliotek med filialer rundt om i byen. Og i juni 1909 lykkedes det ham da også at få Danmarks første fuldtidsansatte bibliotekar ved et folkebibliotek ansat, nemlig assistent ved Det Kongelige Bibliotek Jens Aarsbo, der fra 1. oktober 1909 var ansat ved en ny læsesal på Nørrebro.
Da der skulle være Landsudstilling i Århus i 1909 foreslog Erling Steensgaard, at man i den planlagte Stationsbyen – en mønsterlandsby – skulle indgå et folkebibliotek. Det blev realiseret og indretningen stod Statsbiblioteket (oprettet i Århus i 1902) og Statens Komité til Understøttelse af Folkebogsamlinger for. Det bestod af ca. 1.300 bind, 16 tidsskrifter og 10 aviser og blev besøgt af ca. 70.000 i løbet af Landsudstillingen.
I tilknytning til Landsudstillingen holdtes der også 3. og 4. august et biblioteksmøde med foredrag af Steenberg og Lange. Et foredrag af Victor Madsen, underbibliotekar ved Det Kongelige Bibliotek, blev på grund af hans sygdom oplæst af Raphael Meyer, bibliotekar ved Det Biovidenskabelige Fakultets bibliotek og formand for Bibliotekarforeningen. Langes foredrag, "Bibliotekssagen udenfor København", blev der allerede dengang lagt mærke til, men det er særligt i eftertiden kommet til at stå som det sted, hvor den kommende udvikling af folkebibliotekerne blev ridset op.

### 1920-
I 1920 fik Steenberg – sammen med Thomas Døssing – iværksat en lov, der lagde grunden for udlån af bøger til hele befolkningen på lige vilkår. Ved vedtagelsen af denne lov, blev der også markeret et skift for biblioteksudviklingen, der blev flyttet fra foreninger til staten.
Igennem 1960’erme kom der ændringer for folkebiblioteket, da der med oprettelsen af Ministeriet for Kulturelle Anliggender kom et fokus på demokratisering af kulturen. Dette kom til udtryk i bibliotekssektoren ved en lov i 1964, der krævede, at alle kommuner skulle have et bibliotek for at sikre alle borgere adgang til litteratur. 
En del af demokratiseringen handlede om dannelse for borgerne, og diskussioner om passende og upassende litteratur var ikke unormale i dette årti. Der blev dog efterhånden åbnet mere op for, at bibliotekets materialer skulle dække befolkningens behov. Dette kan ses ved, at der begyndte at blive argumenteret for at genrer som krimi, tegneserier og pornografi skulle ses som legitime og relevante for biblioteket at stille til rådighed.

Disse argumenter bliver taget videre ind i 1970’erne, hvor det ændrer sig fra demokratisering af kulturen til fokus på kulturelt demokrati. For at formidle kulturen ud til borgerne blev der lavet flere filialer, samt bogbusser blev benyttet i stor grad.
Folkebiblioteket var under meget pres i 1980 og 1990’erne pga. økonomiske nedskæringer samt kulturel konkurrence. Denne konkurrence var f.eks. overfor videomediet, forskellige edb muligheder og andre nye medier som befolkningen benyttede sig af. Folkebibliotekerne skulle forholde sig til disse nye efterspørgsler, men havde problemer da de f.eks. ikke havde råd til at købe alle de materialer ind som de gerne ville. I denne tid kunne folkebibliotekerne ses som værende mere markedsorienterede, hvor de indkøbte materialer skulle fastholde og underholde lånerne.
Denne tankegang med at fastholde og underholde fortsætter ind i det nye århundrede hvor folkebibliotekets fokus er på at skabe oplevelser. Dette er dog del af en større politisk diskurs omkring kulturoplevelser som et krav for kulturinstitutionerne.

## Biblioteksloven
Biblioteksloven blev oprettet i 1920 og formulerede, at folkebibliotekernes opgave var at “Udbrede Kundskaber og almindelig Oplysning”. En del af formålet med denne bibliotekslov var at nå til enighed om, hvilken litteratur der skulle findes på bibliotekerne, samt hvem der skulle styre bibliotekerne. 
I 1931 blev der tilføjet, at børn også skulle have adgang til litteratur, da børnebiblioteker var begyndt at blive tilknyttet folkebibliotekerne. 
I en revision til Biblioteksloven i 1950 blev det gratis at låne bøger, samt kommunerne skulle drive bibliotekerne i stedet for staten. 
I 1964 blev det et krav for alle kommuner at have et folkebibliotek og samtidig blev det muligt for bibliotekerne at søge om økonomisk støtte til at indkøbe andre materialer end bøger. 
I dag hedder biblioteksloven “Bekendtgørelse af lov om biblioteksvirksomhed” og første paragraf beskriver folkebibliotekernes formål som “at fremme oplysning, uddannelse og kulturel aktivitet ved at stille bøger, tidsskrifter, lydbøger og andre egnede materialer til rådighed såsom musikbærende materialer og elektroniske informationsressourcer, herunder internet og multimedier.”

## Borgerservice
En stigende tendens ved folkebiblioteket er inklusionen af borgerservice som f.eks. udstedelsen af kørekort eller generel hjælp til offentlige systemer. Især den digitale del af borgerservice hjælper folkebibliotekerne meget med. 
Der er dog blandede meninger inden for biblioteksvæsenet om hvilken slags borgerservice, der skal være på biblioteket. Daværende formand for bibliotekarforbundet, Pernille Drost, udtalte i 2013, at borgerservice som hjælp til brugerne med at finde digital information om det offentlige er okay, men at hvis der med borgerservice menes, at det bliver en selvstændig skranke, hvor der udstedes pas og kørekort, er det ikke noget som biblioteket skal overtage.